# Китино Кале
Китино кале је археолошки локалитет у Кичеву као утврђено насеље из бронзаног и гвозденог доба, средњег века. Налази се на високом брду са две заравни, које чини најдоминантнију тачку у центру града, где су остаци темеља зида и кула.
На површини се налазе фрагменти керамике и грађевинског материјала. На локалитету се тражи ковани новац из древне Македоније.

## Историја
Тврђава датира из старог Рима. Подаци o постојању Кичева добијени су од византијског цара Василија II.
У то време град је био добро уређен и важан војни и административни и центар Самуиловог царства. Познато је овде живео српски краљ Стефан Урош II.
Tоком ратова између Византије и Србије у периоду између 1282-1295. године, српски краљ Милутин освојио је Кичево. По освајању града византијска војска напустила је град. Кичево остаје под српском влашћу остаје све до 1385. године када заузимају Турци.
Име Китино Кале, добија по Кити, сестром краља Марка која је живела у палати Кале. У том периоду Кичево се звало „Китинград“. Након окупације од стране Турака, 1385. године, Китино Кале је служило као седиште турске власти. Касније, око 1850. године, град губи своју улогу и остаје напуштен. Након тога, било је дозвољено користи камење са тврђаве за изградњу објеката.

## Карактеристике
Претпоставља се да је тврђава, заједно са околним градом, састојала од три зида и неколико квадратних кула. Остали зидови коришћени су као штит за одбрану. На последњем нивоу и данас се налази спомен костурница, мада је у њој много тога уништено. На месту гробнице, некада се налазила палата.
Зидне откривју и унутрашњи пролази који још увек нису довољно истражени. На последњем нивоу налази се капија. О тој капији и данас се мало зна.
На стенама испред тврђаве налази се и једна кула.
Са спољне стране, трвђаву окружује град. У тврђави је пронађен новац из времена Александра Македонског и време краља Вукашина. Остатак тврђаве је очуван и налази се дубоко под земљом.
Део града који се налази испод тврђаве и један од најстаријих насеља Подареша са којег се некада видео читав град.
Испод тврђаве налази се гробље на коме се сахрањивано локално становништво тврђаве и града.
Неке од откривених гробница биле су саграђене на више спратова. Мештани тврде да је то због обичаја по којем су се слуге сахрањивале заједно са својим господаром.

## Рестаурација
Како би тврђава била обновљена потребан је пројекат.
Најкритичнија тачка је премештање спомен костурнице.
Обновљена тврђава би била културног карара и представљала веродостојан изглед некадашње тврђаве и Кичева. Представљала би велику туристичку атракцију града и околине.